# Maurice Cottenet
Pour les articles homonymes, voir Cottenet.
Maurice Cottenet est un footballeur français né le 11 février 1895 à Paris 18e arrondissement et mort le 6 avril 1972 à Cannes. Il occupait le poste de gardien de but.

## Biographie
| - Cottenet (maillot clair) et l'Olympique en 1920. |

Ce géant a découvert le football chez les curés, à Jeanne-d'Arc Sports, mais l'Olympique de Paris a réussi à l'arracher au Raincy. Il a succédé à Pierre Chayriguès en équipe de France.
Il a joué successivement à la Jeanne-d'Arc Sport, à Raincy Sports, à l'Olympique de Paris, à l'AS Cannes (1926-1927), au Racing universitaire d'Alger et à l'AS Bône (Algérie).
Il compte 18 sélections en équipe de France dont deux en tant que capitaine. Il encaisse 69 buts au cours de ses 18 sélections dont 9 pour ses débuts en Bleus face à l'Italie. Le 12 juin 1927 en Hongrie, la France s'incline 13-1. Cottenet déclare alors « Je crois que je ferais bien de prendre ma retraite. Il faut savoir partir en beauté ». Ce sera son dernier match en Bleu.
Après sa carrière, il fut entraîneur du Stade Malherbe Caen pour la saison 1936-1937. Il fut préparateur physique de l'équipe de France lors de la Coupe du monde 1938.
Il devient par la suite entraîneur du RU Alger avec qui il remporte plusieurs titres.

## Palmarès
- Finaliste de la Coupe de France de football 1920-1921.